# Боб'ятин
Боб'я́тин — село в Україні, у Шептицькому районі Львівської області. Населення становить 700 осіб.

## Населення
Згідно з переписом УРСР 1989 року чисельність наявного населення села становила 858 осіб, з яких 390 чоловіків та 468 жінок.
За переписом населення України 2001 року в селі мешкало 877 осіб. 100 % населення вказало своєю рідною мовою українську мову.

## Постаті, пов'язані з Боб'ятином
- Микитюк Петро Федорович «Вірменин» (05.04.1928 р. в с Боб'ятин) — член ОУН
- Кручкевич Богдан Володимирович (*1923 с. Боб'ятин) — член ОУН.
- Микитюк Степан Федорович (*1922, с. Боб'ятин) — провідник рою ОУН.
- Скочко Ярослав Максимович — бригадир тракторної бригади, завідувач виробничої дільниці колгоспу імені Кузнєцова, Герой Соціалістичної Праці.
- Хмара Степан Ількович (*12 жовтня 1937, Боб'ятин) — політик, правозахисник, довголітній політв'язень радянських концтаборів, народний депутат України І, ІІ та IV скликань.